# Arboretum Kirchberg
Arboretum Kirchberg is een arboretum in Kirchberg (Luxemburg). In 1994 is het arboretum voor het publiek opengesteld. Het omvat drie parken met een totale oppervlakte van bijna 30 ha: Parc Réimerwee, Parc Central en Klosegroendchen. Het arboretum valt onder het beheer van het Musée national d'histoire naturelle. Het arboretum is vrij toegankelijk.
De plantencollectie omvat winterharde bomen en struiken uit Europa en aangrenzende regio's. Er wordt gestreefd naar een zo hoog mogelijk percentage planten van bekende wilde herkomst. De planten zijn voorzien van naambordjes met de botanische naam en de namen in het Luxemburgs, Duits Frans en Engels. Het arboretum beschikt over een herbarium van meer dan 32.000 specimens. Ook is er een zaadbank.
Het arboretum is een project gestart met betrekking tot zeldzame en bedreigde bomen en struiken uit Luxemburg. Het doel is om informatie te verzamelen over het voorkomen van deze planten, zaden te verzamelen, planten op te kweken en vervolgens zowel ex situ als in situ te zorgen voor het behoud van deze planten.
Het arboretum is lid van Botanic Gardens Conservation International, een non-profitorganisatie die botanische tuinen samen wil brengen in een wereldwijd samenwerkend netwerk om te komen tot het behoud van de biodiversiteit van planten.